# Herakleia am Latmos
Koordinaten: 37° 30′ 7″ N, 27° 31′ 29″ O

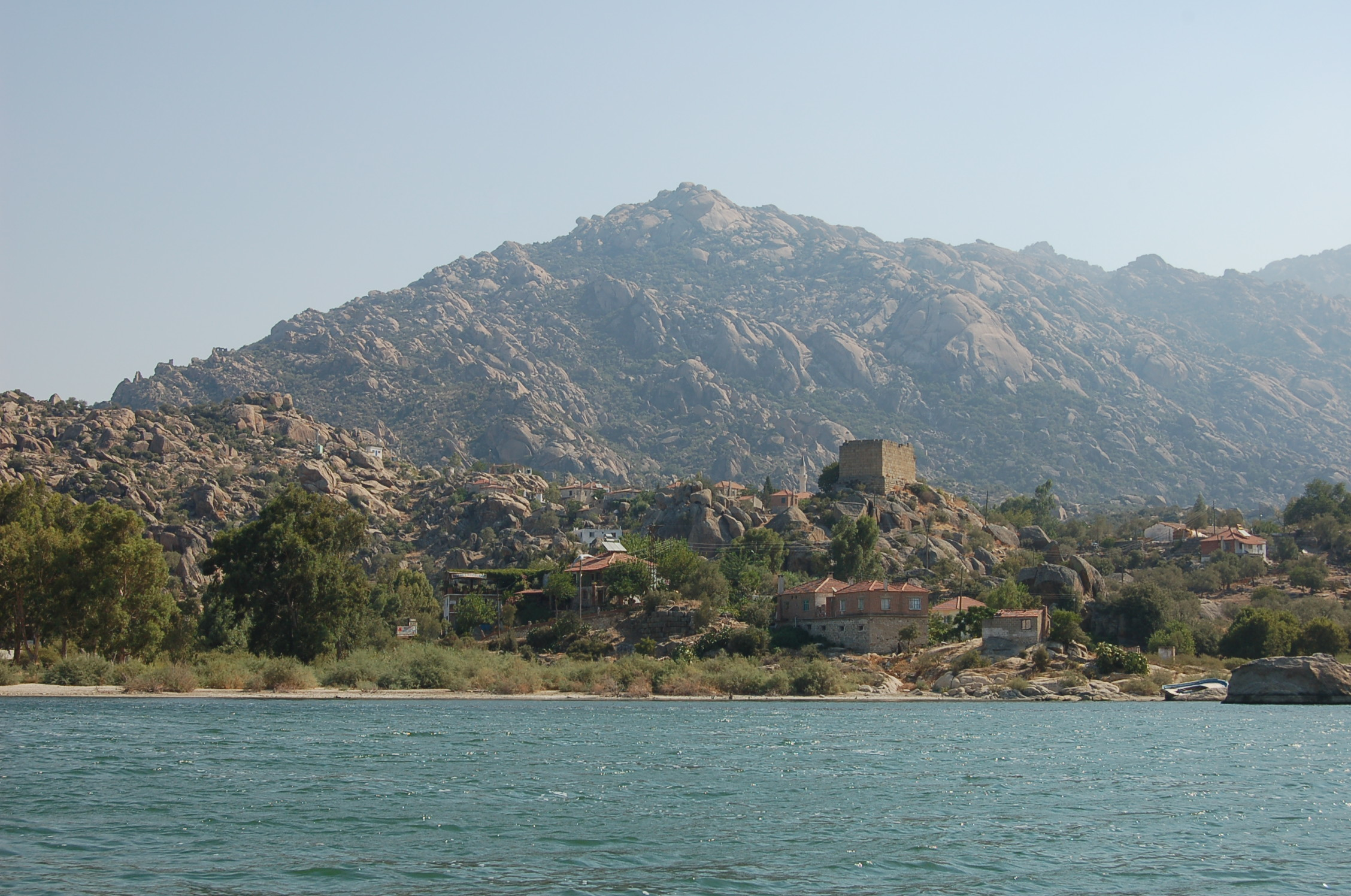
Einst Herakleia, heute Kapıkırı

Herakleia am Latmos (altgriechisch Ἡράκλεια πρὸς Λάτμῳ; lateinisch Heraclea ad Latmum) war eine antike griechische Stadt im Westen Kleinasiens in der Landschaft Karien. In der Nähe Herakleias lag der Sage nach die Grabhöhle des Endymion. Im antiken Herakleia wurde die Mondgöttin Selene besonders verehrt.

## Geografie
Herakleia liegt heute in der türkischen Provinz Muğla am Bafa-See, einer durch Verlandungsprozesse abgetrennten und in ein Süßwasser-Gewässer umgewandelten ehemaligen Bucht des Mittelmeeres, in der Antike Latmikos kolpos (Latmischer Meerbusen) genannt. Der Ort liegt am Fuß des schwer zugänglichen Latmos-Gebirges. In der Nähe befanden sich in der Antike ertragreiche Marmorsteinbrüche.
Zwischen den Überresten der antiken Stadt steht heute das Dorf Kapıkırı.

## Geschichte
Herakleias Vorgängersiedlung Latmos entstand um 1000 v. Chr. durch von landnehmenden Griechen vertriebene Karer in der unwirtlichen, aber sicheren Felslandschaft des Latmosgebirges.
Die ursprünglich karische Stadt geriet im 6. Jahrhundert ebenso wie die Städte Ioniens unter lydische und später persische Herrschaft.
499 bis 494 v. Chr. nahm Latmos ebenso wie das restliche Karien am Ionischen Aufstand gegen Persien teil. Nach 494 erhielt Latmos eine Befestigung. Es wurde Mitglied des attisch-delischen Seebundes mit dem Minimalbeitrag von 1 Talent/Jahr, der seine wirtschaftliche Potenz widerspiegelte.
Latmos geriet erneut unter persische Herrschaft und wurde Teil der Satrapie Karien, die von einer einheimischen Dynastie (Haus der Hekatomniden) regiert wurde, deren bekanntester Vertreter Mausolos war. Dieser betrieb zwischen 377 und 353 v. Chr. eine massive Hellenisierungspolitik in Karien.
Um 300 v. Chr. löste die hellenistische Neugründung Herakleia das alte (10 Fußminuten entfernte) Latmos ab. Der genaue Zeitpunkt und die Urheberschaft für diese Gründung sind strittig. Favorisiert werden Asandros, Demetrios Poliorketes oder Pleistarchos, der Bruder des Kassandros. Der Duodez-Diadoche Pleistarchos jedenfalls machte Herakleia offenbar zur Hauptstadt seines Teile Kariens umfassenden Reiches und benannte die Stadt in Pleistarcheia um. Nach dem Ende seiner nicht allzu lange währenden Herrschaft kehrte man jedoch wieder zum ursprünglichen Namen Herakleia zurück. Ob der erneute Namenswechsel, der den mutmaßlichen „Gründer“ Pleistarchos zum Vergessen(werden) verdammte, darauf zurückzuführen ist, dass das alte Latmos von ihm völlig zerstört wurde und seine Bewohner gegen ihren Willen umgesiedelt wurden, sei dahingestellt. Ebenso strittig wie die Frage der Gründung ist zudem die Frage, wer für den Ausbau der massiven und auf dem neuesten Stand der militärtechnologischen Entwicklung befindlichen Befestigungsanlagen und des umfangreichen (aber nur von Saumtieren und Fußgängern begehbaren) Straßennetzes verantwortlich zeichnete, das sowohl das Territorium der Stadt erschloss als auch die Anbindung an die regionalen Verkehrswege sicherte.
Rom schenkte Herakleia, das vorsichtshalber und klugerweise vor der Niederlage des Seleukiden Antiochos III. gegen Rom die Seite gewechselt hatte, im frühen 2. Jahrhundert v. Chr. die Freiheit. Es begann das goldene Jahrhundert der Stadt. 133 v. Chr. wurden Herakleia und Karien Teil der römischen Provinz Asia. Das peripher gelegene Herakleia gewann aber nicht die Gunst kaiserlicher oder senatorischer Sponsoren. Lediglich eine römische Miniaturtherme veränderte das alte hellenistische Stadtbild.
Noch im 6. Jahrhundert war das abgelegene Herakleia die zweitgrößte Stadt der Provinz Karien. Im 7. Jahrhundert wurde das Latmosgebirge von Mönchen vom Sinai besiedelt und zu einem dem Athos vergleichbaren Heiligen Berg.
Ende des 14. Jahrhunderts besiegten die Osmanen die regionalen konkurrierenden türkischen Dynasten im Südwesten Kleinasiens. Spätestens zu dieser Zeit war der Latmossee vollständig vom Meer abgetrennt und Herakleias wirtschaftlicher Entwicklung die Basis entzogen.

## Bauten
Die 6,5 km langen, 2–3 m breiten und z. T. noch 6 m hohen und mit 65 Türmen verstärkten Mauern sind ein hervorragendes Beispiel für hellenistische Befestigungen. Ferner sind die Agora (Vorplatz der heutigen Dorfschule) und ein westlich davon gelegener Athena-Tempel bekannt. Nahe den östlichen Stadtmauern ist ein teilweise von Ölbäumen überwachsenes Theater zu finden. In der Nähe des Sees steht ein Felsheiligtum für Endymion mit fünfsäuliger Vorhalle. Im See sind nahe dem Ufer Reste der Hafenanlage sichtbar. Im Dorf kann man auch ein kleines Odeion finden.

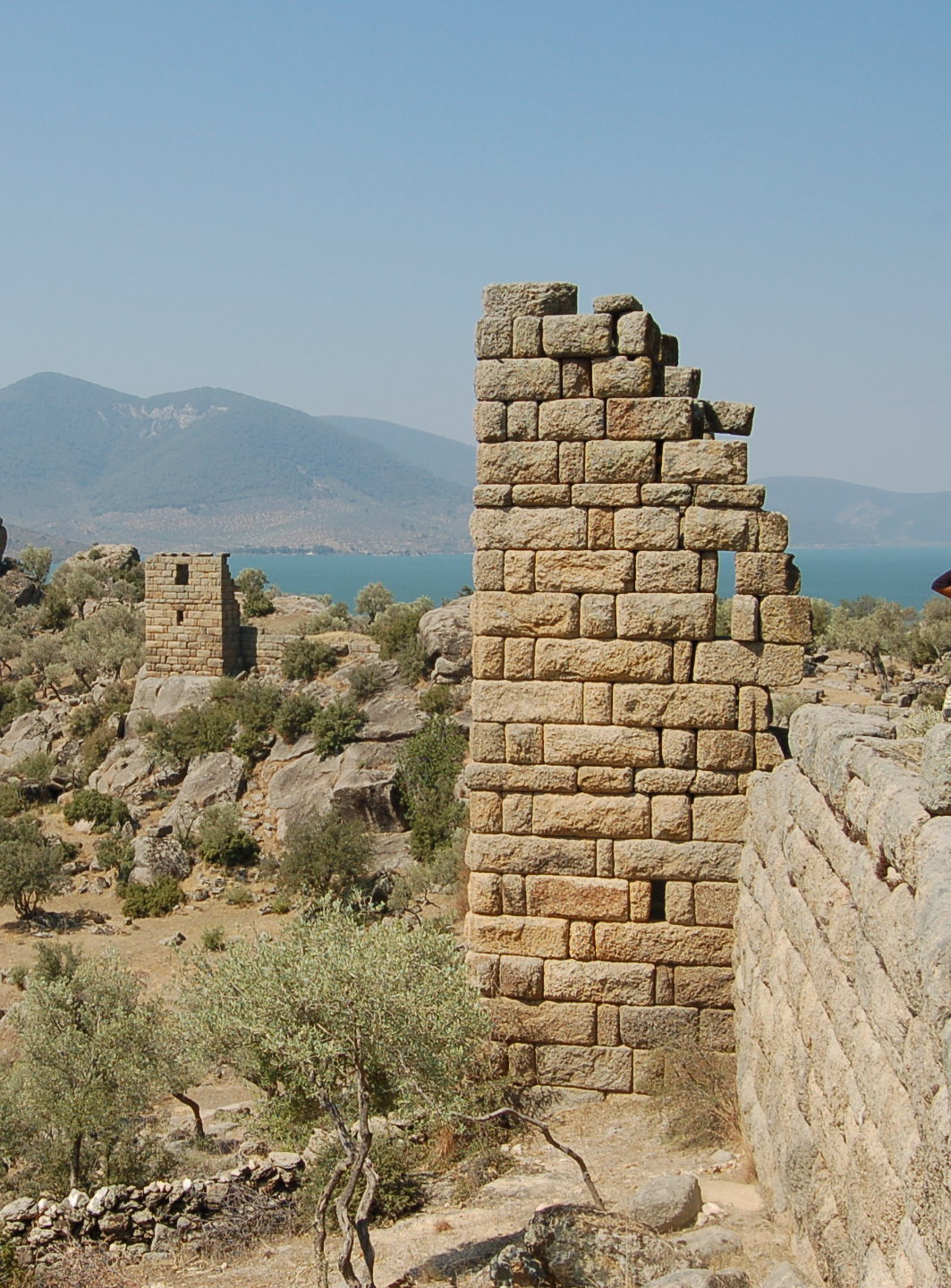
Stadtbefestigung
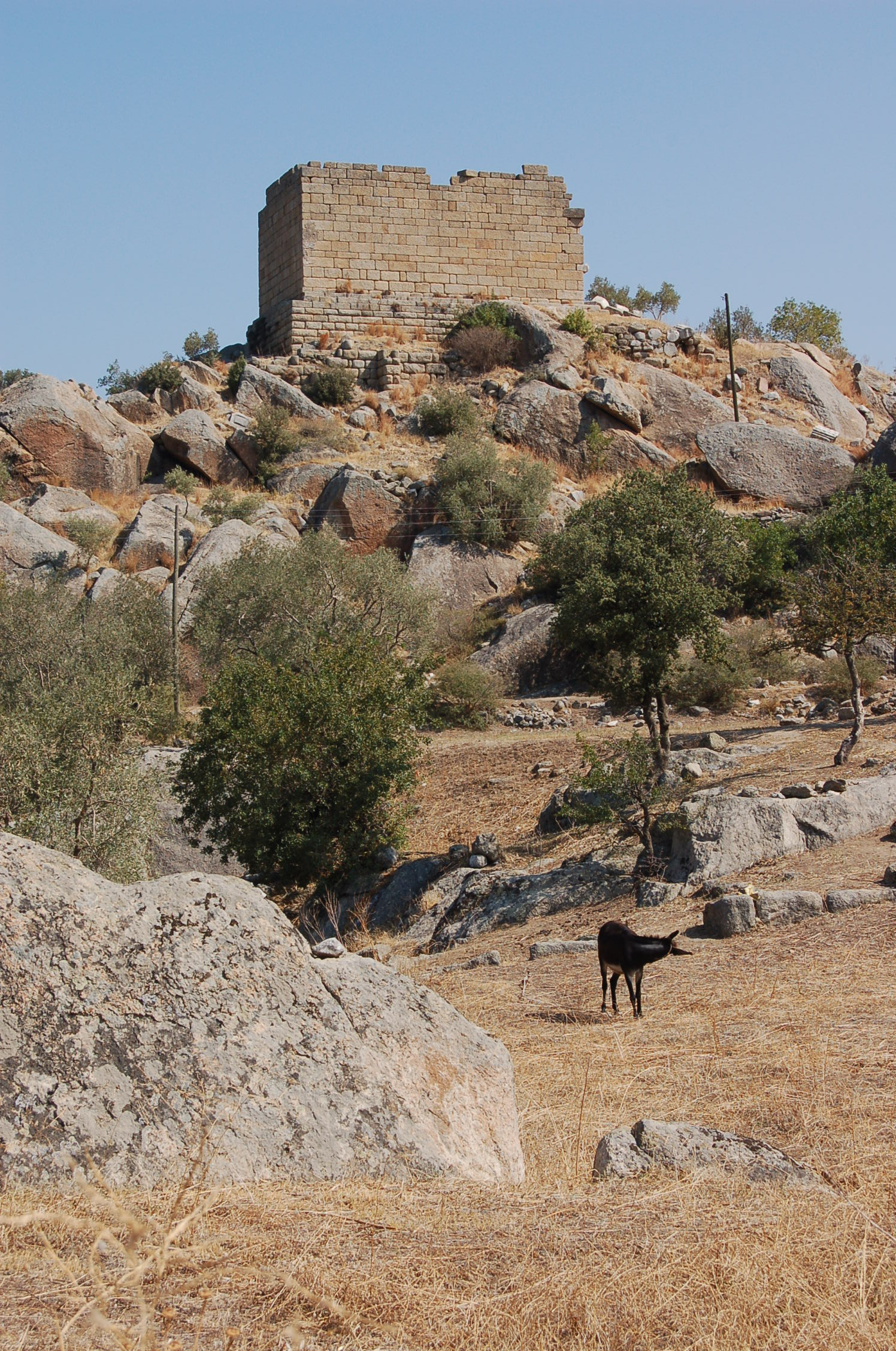
Tempel der Athene
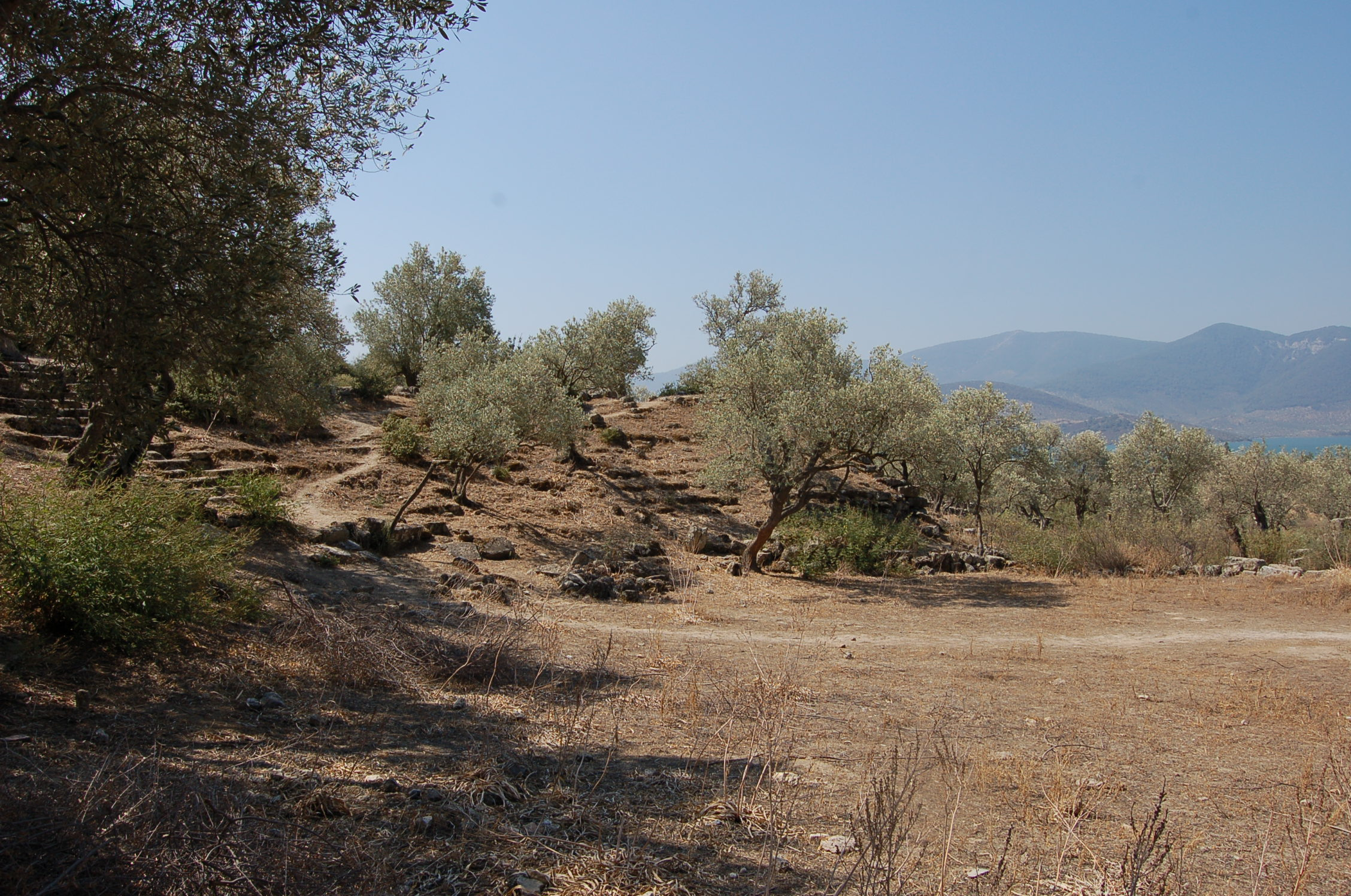
Theater im Olivenhain
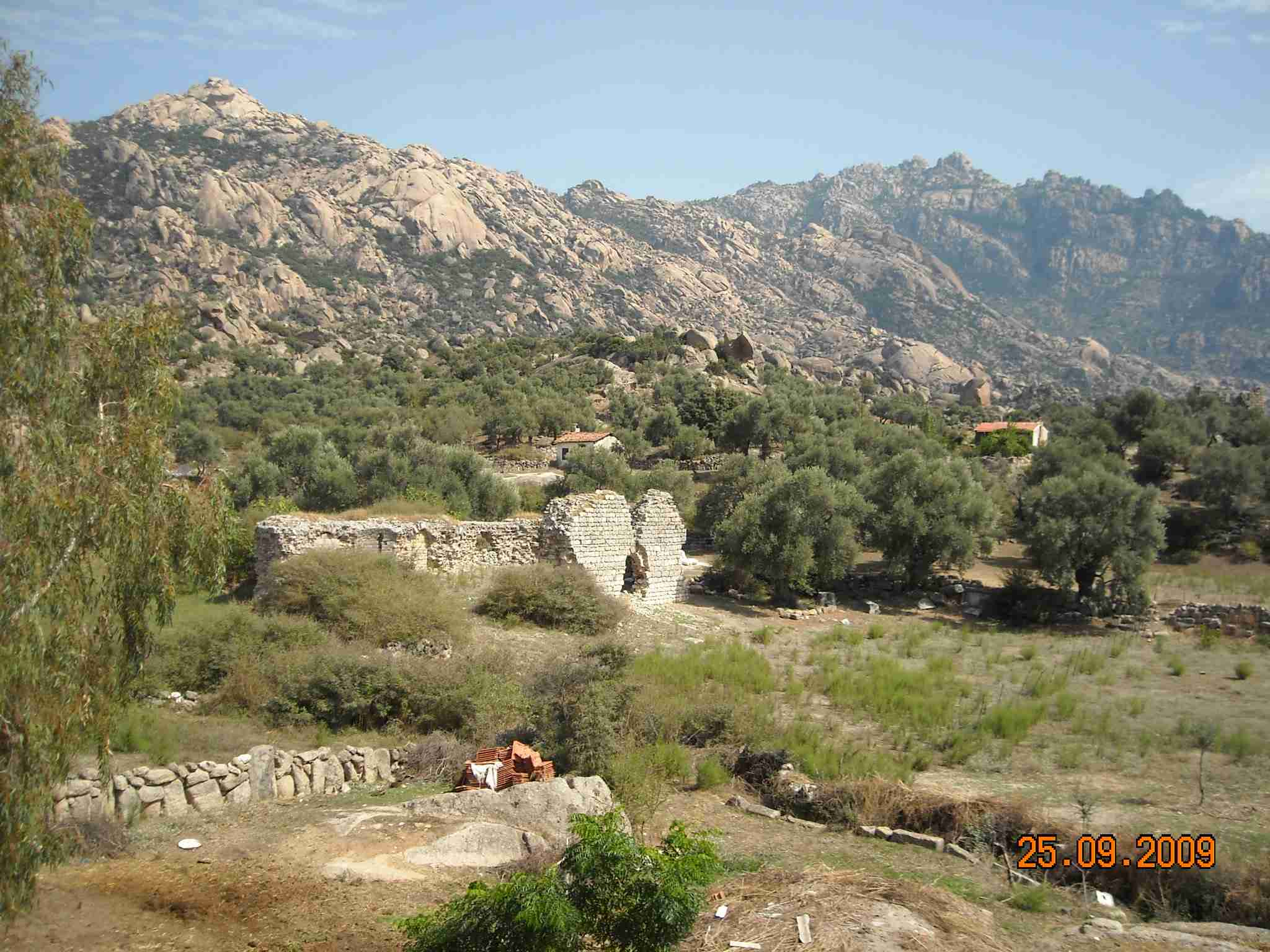
Der Berg Latmos im Hintergrund